# Nintendo
Нинтендо (енгл. Nintendo) је компанија основана 23. септембра 1889, основао ју је Фусајиро Јамаучи. године. Бави се производњом софтвера и хардвера. По приходима, Нинтендо је највећи произвођач видео игара у свету. Штаб компаније се налази у Кјоту. Неки од најпознатијих производа су Гејм бој, Нинтендо ДС и Нинтендо Ви.
На челу компаније од 1949. до 2002. био је Хироши Јамаучи који је заслужан за трансформацију компанија од мале мануфактуре за производњу карата у једну од важнијих кућа за видео-игре.
Током 1960-их година Нинтендо се фокусира на производњу играчака, 1970-их Нинтендо се развија у произвођача видео-игара, што доводи до тога да постаје један од најутицајнијих произвођача у тој области. Вредност компаније процењује се на 85 милијарди долара. Нинтендо Америка власник је бејзбол тима Сијетл Маринерс. Име компаније Нинтендо могло би се превести са јапанског на српски као фраза “остави срећу небесима”. Од 31. марта 2014 Нинтендо је продао преко 670,43 милиона хардверских јединица и 4,23 милијарде софтверских јединица, под хардверским јединицама подразумева се потрошачка електроника, док софтверске јединице представљају видео игре. Компанија је позната по видео играма Super Mario, Легенда о Зелди, Покемон.

## Историја

### 1889–1956: Произвођач карата
Период у којем се Нинтендо бавио искључиво производњом ханафуда карата за игру. Компанија остварује успех.

### 1956–1974: Нови пословни подухвати
Унук оснивача компаније Хироши Yамаучи при својој посети Америци 1956. године и приликом разговора са тада највећим произвођачем карата долази до сазнања о ограничености раста компаније уколико она остане искључиво на производњи карата. Нинтендо покушава са пружањем такси услуга, као и отварањем љубавних хотела, али без успеха. После Олимпијских игара у Токију долази до пада продаје карата и вредности акција компаније налазиле су се тада на историјском минимуму од 60 јена. Године 1966 Нинтендо прелази на производњу играчака и на тржиште излази са играчком Ултра Ханд, коју је у слободно време развио инжењер одржавања у компанији Гунпеи Јокои. Ипак Нинтендо није могао да парира конкуренцији, компанијама Бандаи и Томy.

### 1974–1978: Доба електронике
Први пословни подухват компаније у области производње видео игара био је да осигура права за дистрибуцију Магнавокс Одисеј конзоле за видео игре на територији Јапана 1974 године. Своје конзоле Нинтендо почиње да производи од 1977 године, њихова прва конзола КолорТВ Гејм. Нинтендо 1975 године прелази у индустрију аркадних видео игара са производом ЕВР Рејс, којег је дизајнирао њихов први дизајнер видео игара Генyо Такеда. Јако значајна за компанију је и аркадна игра Донкеy Конг из 1981 године, која је компанији донела бројне могућности продаје лиценце.

### 1979–2003: Успех са видео играма
Инжењер Гунпеи Jокоj, 1979 године, посматрајући путнике у возу како интерагују са својим ЛЦД калкулаторима, долази до идеје о ручним конзолама, што доводи до рађања Гејмс и Вач 1980е, то је била прва ручна конзола компаније, која је садржала једну видео игру, могућност приказа времена и аларм. Послужила је као инспирација за производњу чувене Гејм Бој конзоле. Гунпеи Jокоj са својим тимом Нинтендо РиД1 1988. развија Гејм Бој, који уноси новину са системом промене игара које су се налазиле на меморијским јединицама кетриџима. Нинтендо 2003 године избацује Гејм Боj Адванц СП, четврту итерацију Гејм Бој конзоле.

### 2004–2011: Нинтендо ДС и Нинтендо Ви
Нинтендо ДС је четврта ручна конзола коју компанија производи и она уводи разне новине у свет ручних конзола, као што су екран које осетљив на додир, два екрана. Успех Нинтендо ДС конзоле имао је огромну улогу и значај у историји компаније, према речима тадашњег председника компаније које гласе “ДС представља критичан моменат за Нинтендов успех у наредне две године. Ако успе подижемо се у небеса, а ако не успе тонемо у пакао.” Међутим захваљујући видео играма Нинтендогс и Марио Карт ДС, конзола остварује успех на тржишту. Компанија 2006. године избацује на тржиште Лајт верзију ДС конзоле, која је донела нека побољшања у области аутономије уређаја, тј. јачу батерију, као и светлији екран и мању тежину самога уређаја.

### 2011-2016: Нинтендо 3ДС и Нинтендо Ви Jу
Нинтендо 3ДС je пета учна конзола коју компанија производи и она има стереоскопски екран и два аналогна штапа. 

## Остале игре
Нинтендо се окушао у производњи аркадних игара у раним 1970те, као правац у свом стратешком циљу да пробије на тржиште видео игара које су постале популарне у САД. Од аркадних игри следеће су наведене:
- Отело ( 1978)
- Шериф ( 1979)
- Свемирска Ватренаптица ( 1980)
- Радар скоп ( 1980)
- Донки Конг ( 1981)
- Донки Конг јр. ( 1982)
- Донки Конг 3 ( 1983)
- Марио Брос ( 1983)
- Легенда о Зелди

Списак свих Нитендових аркадних игара налази се на чланку : Списак Нинтендових аркадних игара